# Pygopleurus mardiensis
Pygopleurus mardiensis es una especie de coleóptero de la familia Glaphyridae.

## Distribución geográfica
Habita en Irán.